# Socha Gustava Frištenského (Litovel)
Socha Gustava Frištenského je bronzová socha v Litovli. Umístěna je před místní sokolovnou, na jejíž výstavbu Gustav Frištenský přispěl. Frištenský v Litovli od roku 1917 žil, v roce 1957 zemřel a je zde i pochován.
Socha byla odhalena 8. listopadu 2013. Jejím autorem je Jiří Finger.